# ニンテンドーDSシリーズ
ニンテンドーDSシリーズ（Nintendo DS Series）は、2004年12月2日に任天堂が発売したニンテンドーDSから2017年7月13日に発売したNewニンテンドー2DS LLまでの携帯型ゲーム機およびDSの名を冠した周辺機器の総称。
ニンテンドーDSシリーズ内では、ニンテンドーDSからニンテンドーDSi LLまでをニンテンドーDSシリーズ、ニンテンドー3DSからNewニンテンドー2DS LLまでをニンテンドー3DSシリーズとして扱う。

## シリーズ
| 2004 | ニンテンドーDS        |
| 2005 |                       |
| 2006 | ニンテンドーDS Lite   |
| 2007 |                       |
| 2008 | ニンテンドーDSi       |
| 2009 | ニンテンドーDSi LL    |
| 2010 |                       |
| 2011 | ニンテンドー3DS       |
| 2012 | ニンテンドー3DS LL    |
| 2013 |                       |
| 2014 | Newニンテンドー3DS    |
| 2014 | Newニンテンドー3DS LL |
| 2015 |                       |
| 2016 | ニンテンドー2DS       |
| 2017 | Newニンテンドー2DS LL |

ニンテンドーDSシリーズは任天堂の世界的ヒット商品になり、様々なバリエーションと周辺機器、後継機種が作られた。また、ゲーム機の中では世界で最もカラーバリエーションが多い。初代ニンテンドーDSの通常色だけでも6種類、さらに世界中の初代からニンテンドーDS Liteの通常、限定色合わせると25種類以上ある。

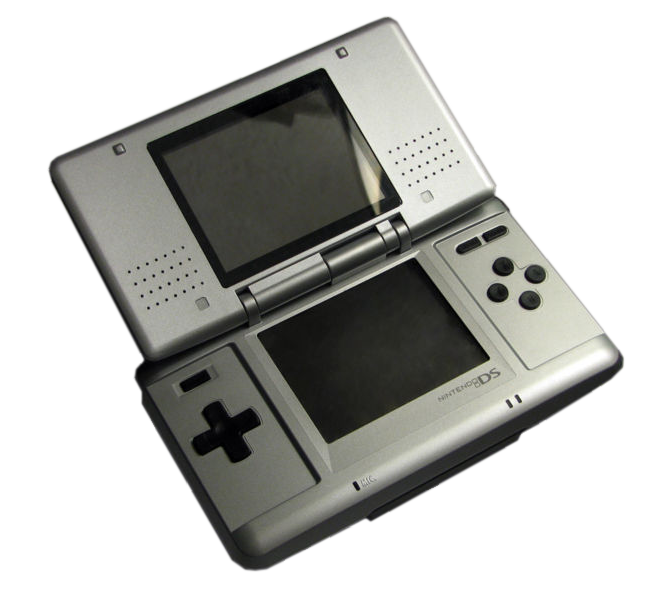
ニンテンドーDS
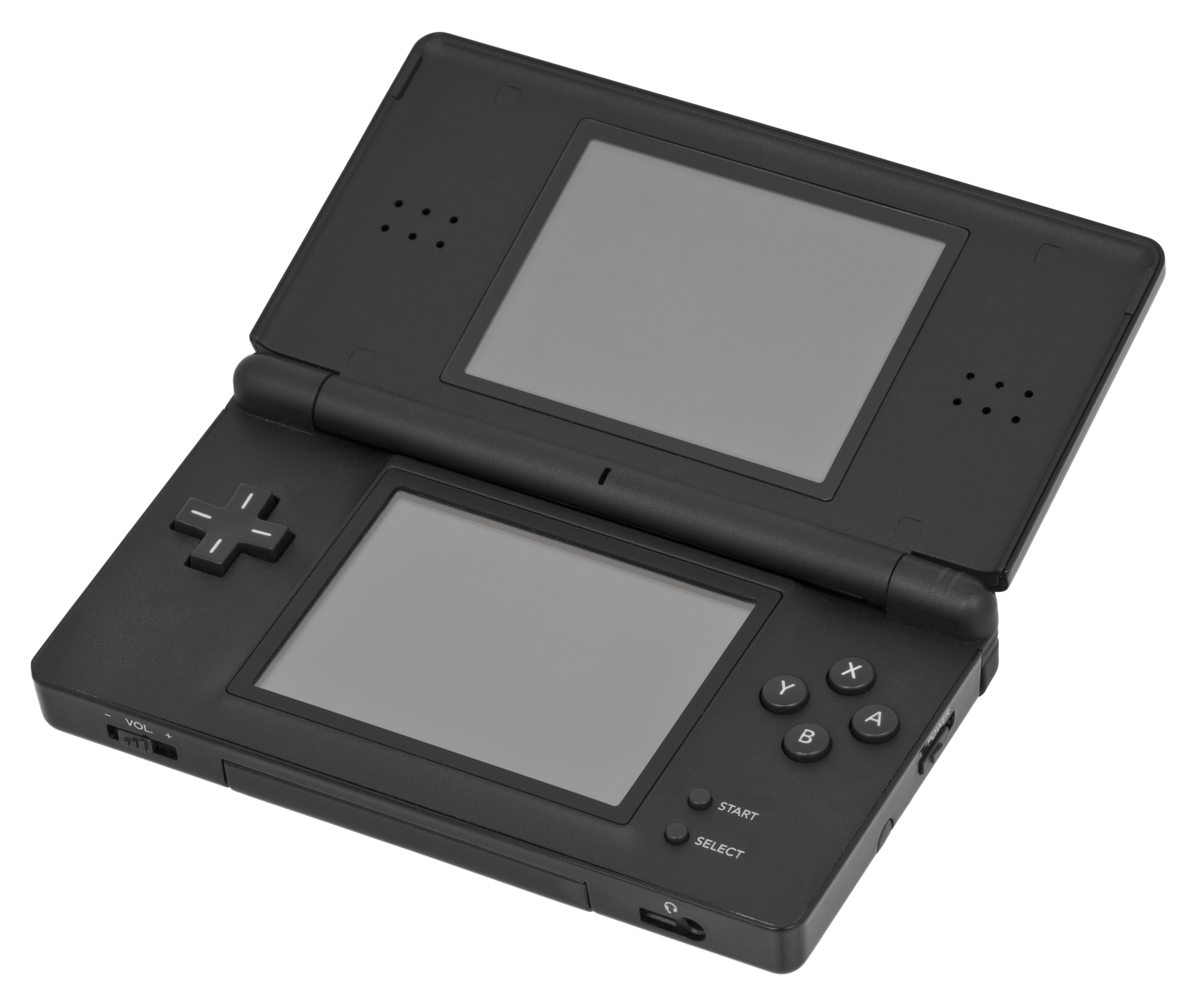
ニンテンドーDS Lite
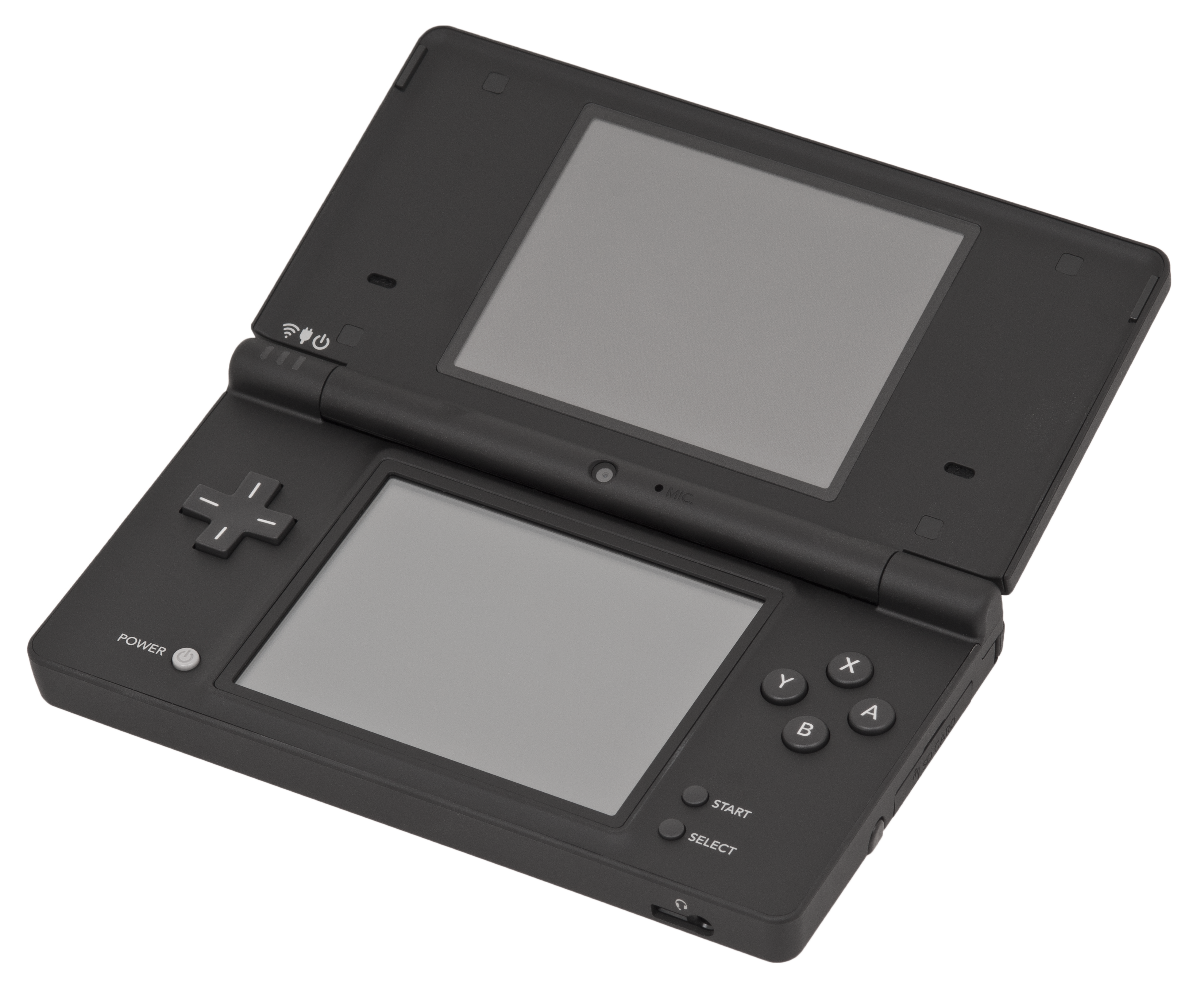
ニンテンドーDSi
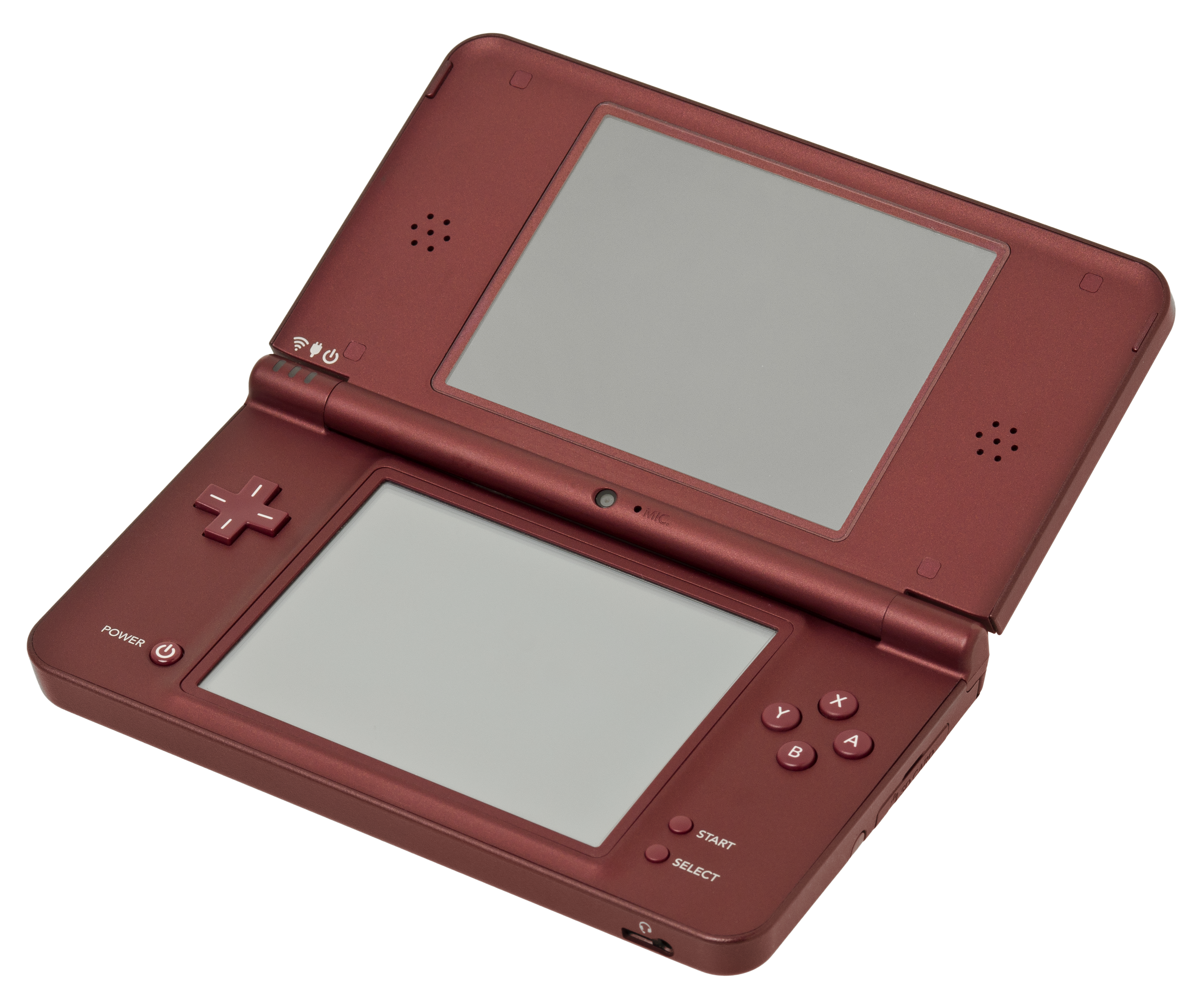
ニンテンドーDSi LL
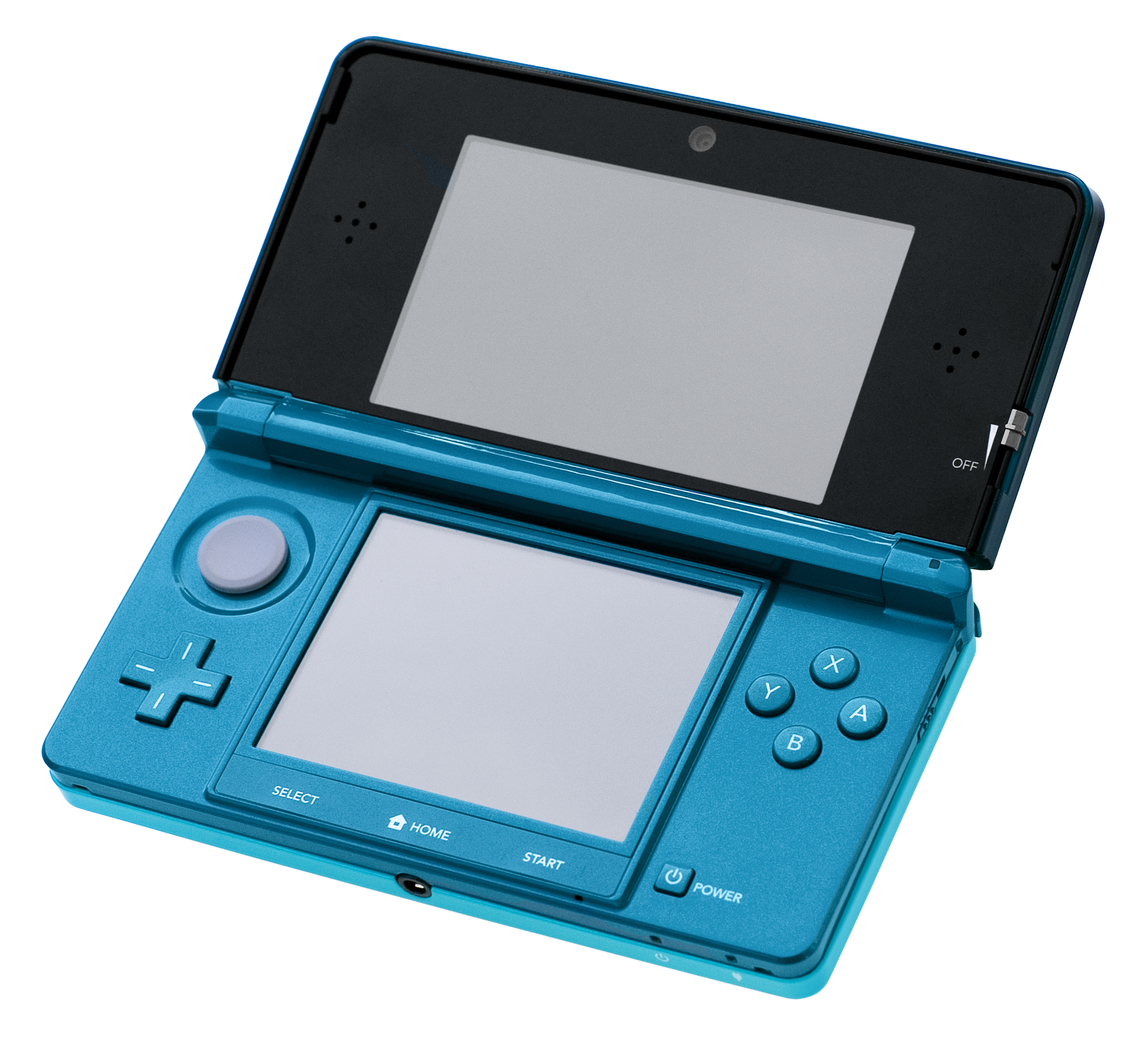
ニンテンドー3DS
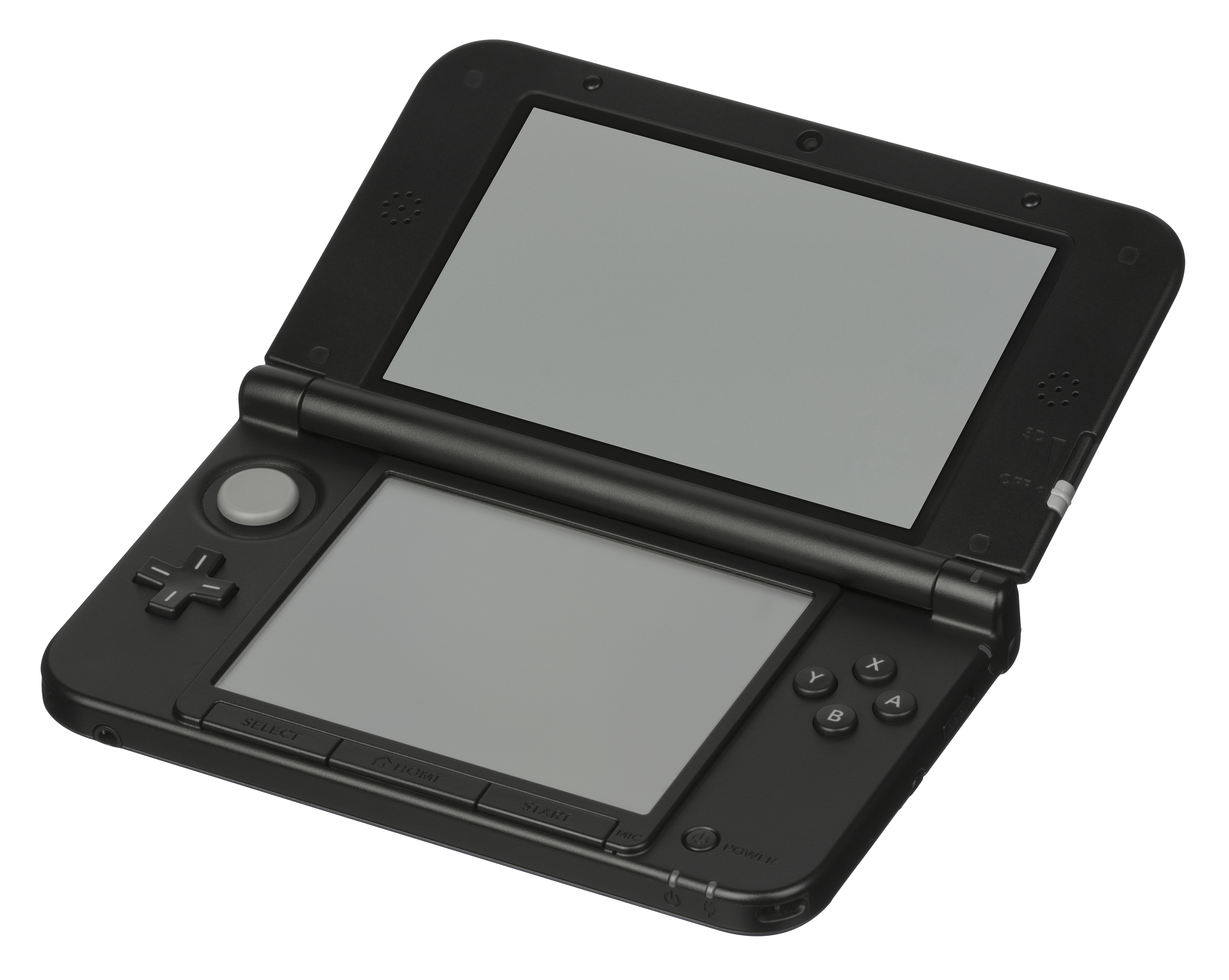
ニンテンドー3DS LL
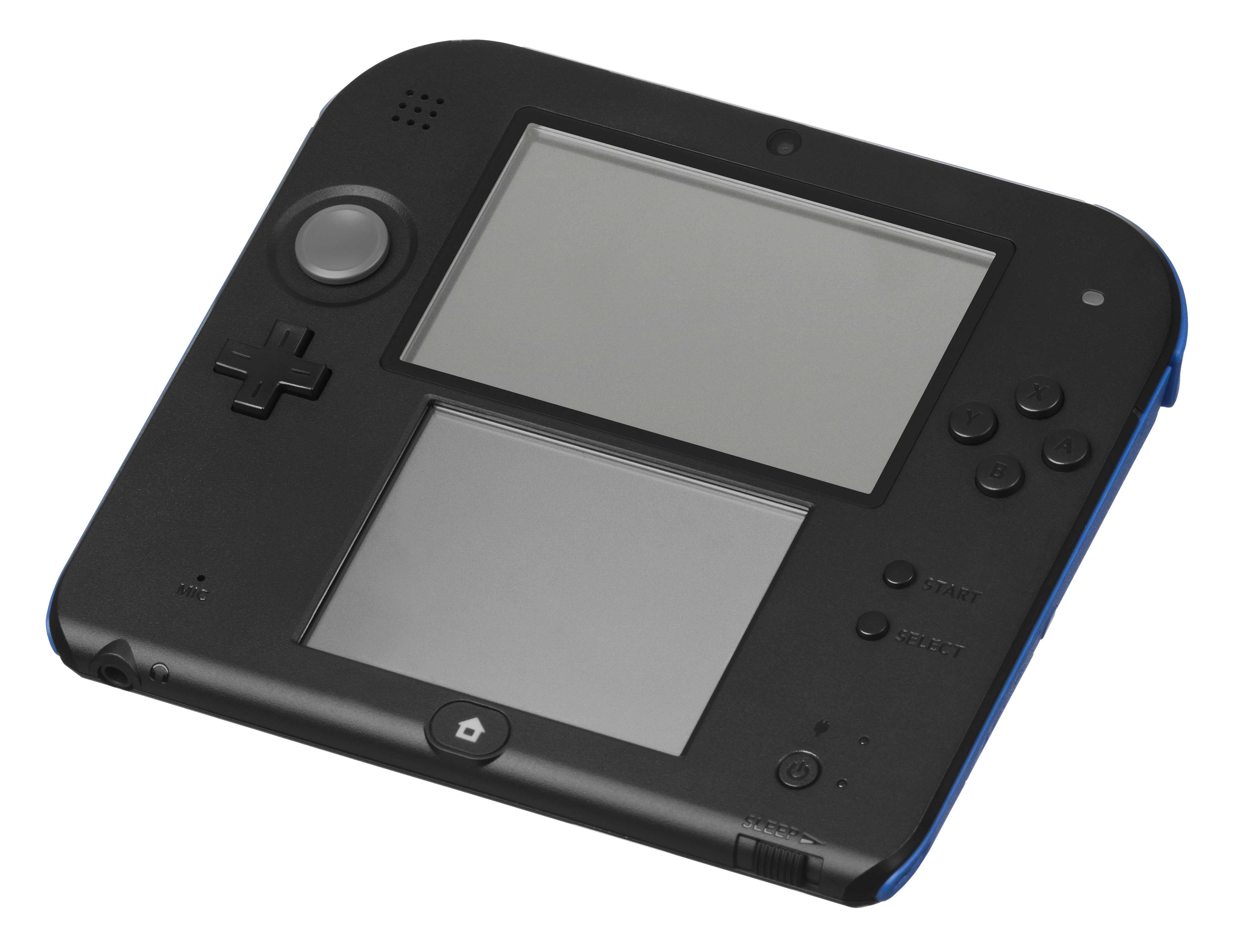
ニンテンドー2DS
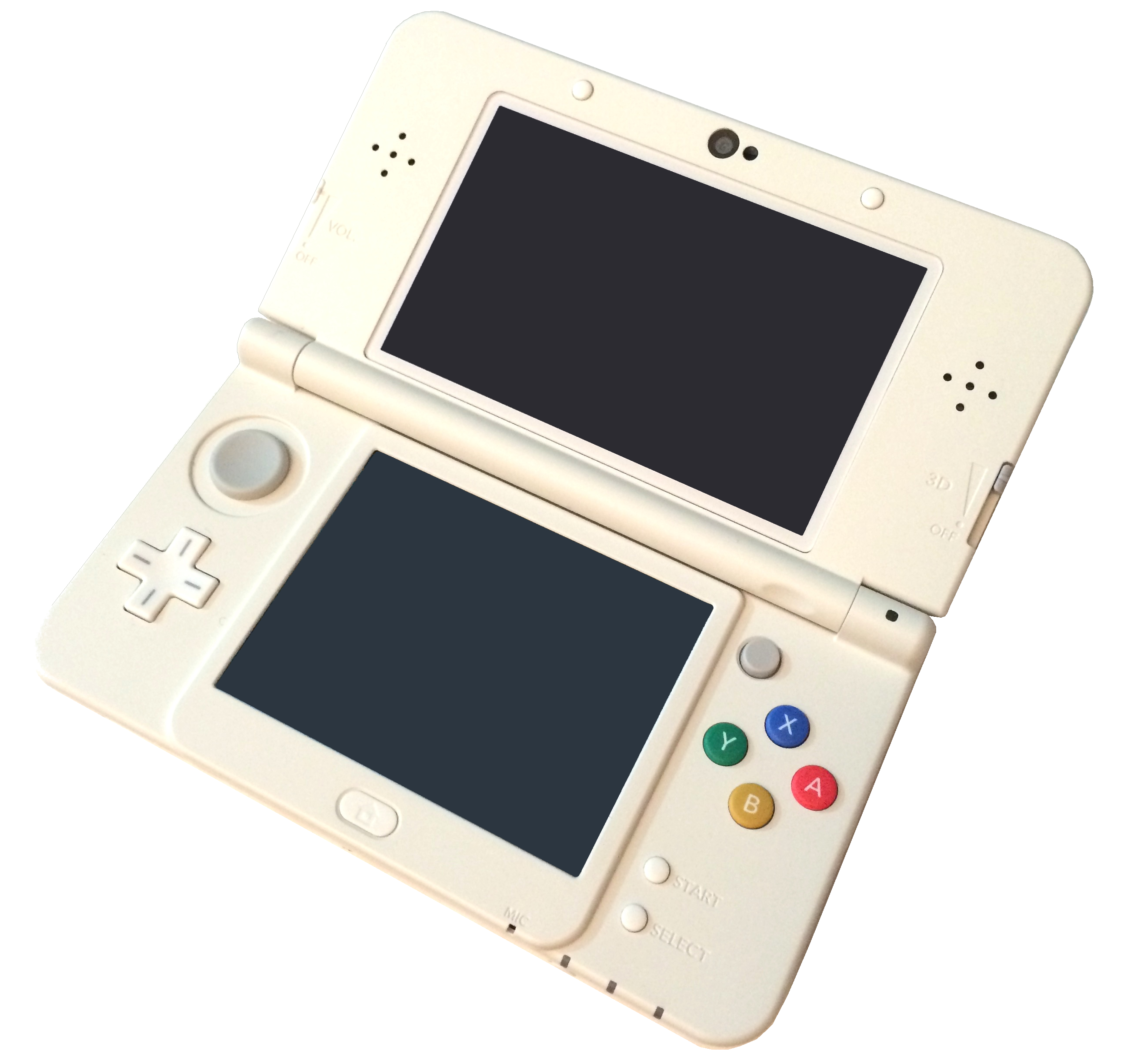
New ニンテンドー3DS
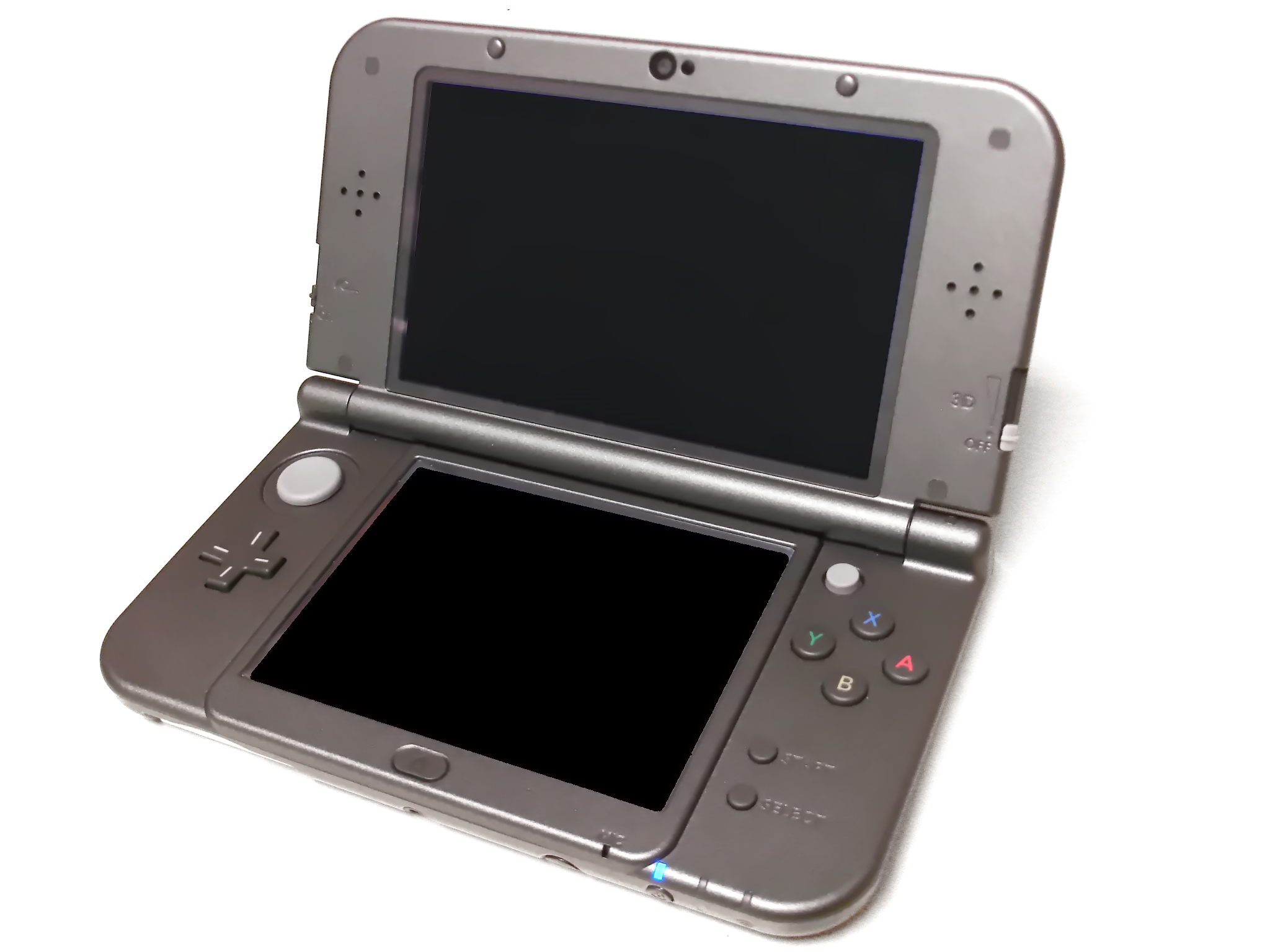
Newニンテンドー3DS LL
Newニンテンドー2DS LL

### 本体
ニンテンドーDS

2004年12月2日発売。
ニンテンドーDSシリーズの初代モデルで 2つの画面やタッチスクリーンなど画期的な機能を装備している。
当初、ダブルスロット搭載、GBA通信コネクタが廃止されたため、GBA通信コネクタを通信ケーブル及びワイヤレスアダプタとして外部周辺機器を併用していた一部のGBAソフトが通信不可能になった。
ニンテンドーDS Lite

2006年3月2日発売。
小型薄型軽量化モデル。
一回り小型軽量化が図られ、バックライトの輝度も4段階に調整可能となった。性能や動作するソフトは従来のDSと変わらない。
ニンテンドーDSi

2008年11月1日発売。
ニンテンドーDSの新機種となるモデル。
ニンテンドーDS Liteとほぼ同じサイズで、カメラを搭載した。
ニンテンドーDS Liteの位置づけであるため、ニンテンドーDSiで使用できるソフトや機能はすべて利用可能。
新たに2つのカメラやSDメモリーカードスロット、容量が256 MBのフラッシュメモリを搭載。フラッシュメモリを搭載したことで、ニンテンドーDSiウェアと呼ばれるツールソフトやゲームソフトをインターネットを利用して本体に追加できるようになった。
CPUの性能が向上し、メインメモリの容量も増加した。液晶画面のサイズが3インチから3.25インチに拡大、スピーカーの音質向上、無線通信機能の高速化など細かい点も強化された。大きさ・重さも変わり、バッテリー持続時間は全体的に2、3割減となった。
カメラなど以前のDSでは搭載していなかった機能が追加され、CPUの性能などの内部仕様が変わったため、以前のDSではプレイできない「ニンテンドーDSi専用ソフト」や、カメラなどDSiでないと使えないモードが含まれている「ニンテンドーDS・ニンテンドーDSi両対応ソフト」が登場した。
ゲームボーイアドバンススロットをニンテンドーDSi本体から取り除いた仕様であったため、GBAソフトがプレイしなくなり、GBAスロットを拡張スロットとして外部周辺機器を併用していた一部のDSソフトがプレイ不可能であった。
ニンテンドーDSi LL

2009年11月21日発売。
ニンテンドーDSiの大型化モデル。
ニンテンドーDSiに比べて、液晶画面と本体のサイズが大きくなったモデルであり、ニンテンドーDSiの追加ラインナップという位置づけである。性能や機能はニンテンドーDSiと変わらないため、ニンテンドーDSiで使用できるソフトや機能はすべて利用可能。
ニンテンドー3DS

2011年2月26日発売。
ニンテンドーDSの次世代型新機種となるモデル。
ニンテンドーDSiとの互換性を確保しながら、新たにスライドパッドや裸眼立体視（3D映像）機能、液晶画面のサイズが3.25インチから3.53インチに拡大した。
ニンテンドー3DS LL

2012年7月28日発売。
ニンテンドー3DSの大型化モデル。
ニンテンドー3DSに比べて、3D機能がついた液晶画面と本体のサイズが大きくなったモデルであり、ニンテンドー3DSの追加ラインナップという位置づけである。性能や機能はニンテンドー3DSと変わらないため、ニンテンドー3DSで使用できるソフトや機能はすべて利用可能。
ニンテンドー2DS

2016年2月27日発売。
3D裸眼立体視機能と折り畳みを省いだモデル。
ニンテンドー3DSから裸眼立体視（3D映像）機能と、折り畳み機能を廃止、ステレオスピーカーをモノラルにした下位モデル。現地の経済事情に合わせた廉価版モデルと位置付け、3D立体視の機能はなし、モノラル音声（ヘッドフォン使用時はステレオ）。ただし重量は初代ニンテンドー3DSよりも重くなっている。
- 2013年8月29日に、ニンテンドー・オブ・アメリカのウェブサイトで3DSのバリエーションモデルとして発表された[2]。
- 2013年10月12日に北米、欧州、豪州で、同年12月7日に韓国で発売。北米での希望小売価格は129.99ドル（約13,000円）。
- 日本では2016年2月27日に発売[要出典]。

Newニンテンドー3DS

2014年10月11日発売。
ニンテンドー3DSの新機種となるモデル。
ニンテンドー3DSとほぼ同じサイズで、本体の裏側にきせかえプレートを搭載した。
2014年8月29日に3DSのバリエーションモデルとして発表された。
従来の3DSと比べてCPU性能が上がり、ボタンや新しい機能の追加、配置変更などされているが、あくまで3DSシリーズの新モデルであり次世代携帯機ではなく、今までの3DS用ソフトの動作が快適になったり、グラフィックが綺麗になったりすることはない。しかしNewニンテンドー3DSでプレイすると動作が快適になる、グラフィックが綺麗になるソフトを開発することは可能であり、さらにその性能を生かした専用ソフトも発売されている。また、以前の3DS・2DSではプレイできない「Newニンテンドー3DS専用ソフト」であった。
なお、Newニンテンドー3DSからはインターネットブラウザーのフィルタリングが初めから有効の設定になっており、フィルタリング解除にはクレジットカード認証と手数料30円が必要となった。これは子供が勝手にフィルタリングの設定を解除してしまわないようにするための処置となっている。
Newニンテンドー3DS LL

2014年10月11日Newニンテンドー3DSと同日発売。
・Newニンテンドー3DSを大型化したモデル。
・Newニンテンドー3DSの大画面モデル。
・ニンテンドー3DSシリーズの最上位モデル。
Newニンテンドー2DS LL

2017年7月13日発売。
3D裸眼立体視機能を省いだモデル。
Newニンテンドー3DS LLから裸眼立体視 (3D映像) 機能を削除した上位モデルの廉価版。このモデルがニンテンドーDSシリーズで最後となった。

## 互換性
ニンテンドーDSのカードに対応しているのはニンテンドーDS Lite、ニンテンドーDSi、ニンテンドーDSi LL、ニンテンドー3DS、ニンテンドー3DS LL、ニンテンドー2DS、Newニンテンドー3DS、Newニンテンドー3DS LL、Newニンテンドー2DS LLである。
「ハードウェア間のソフトの互換性」にある「ニンテンドーDS」は「ニンテンドーDS Lite」、「ニンテンドーDSi」、「ニンテンドーDSi LL」を含む。
「ハードウェア間のソフトの互換性」にある「ニンテンドー3DS」は「ニンテンドー3DS LL」、「ニンテンドー2DS」、「Newニンテンドー3DS」、「Newニンテンドー3DS LL」、「Newニンテンドー2DS LL」を含む。
ニンテンドー3DSでニンテンドーDSのソフトを起動すると、一部タイトルで挙動が異なるものが存在する。
|                     | GB GBポケット GBライト | GBC | GBA GBASP | GBM | DS Lite | DSi/LL | 3DS/LL 2DS | New 3DS/LL New 2DS LL |
| ------------------- | ---------------------- | --- | --------- | --- | ------- | ------ | ---------- | --------------------- |
| GB用・GBC共通ソフト | ○                      | ○   | ○         | ×   | ×       | ×      | ▲          | ▲                     |
| GBC専用ソフト       | ×                      | ○   | ○         | ×   | ×       | ×      | ▲          | ▲                     |
| GBA用ソフト         | ×                      | ×   | ○         | ○   | △       | ×      | ▲          | ▲                     |
| DS用ソフト          | ×                      | ×   | ×         | ×   | ○       | △      | △          | △                     |
| DSi用ソフト         | ×                      | ×   | ×         | ×   | △       | ○      | ○          | ○                     |
| DSiウェア           | ×                      | ×   | ×         | ×   | ×       | ○      | △          | △                     |
| 3DS用ソフト         | ×                      | ×   | ×         | ×   | ×       | ×      | ○          | ○                     |
| New 3DS用ソフト     | ×                      | ×   | ×         | ×   | ×       | ×      | ×          | ○                     |

## 歴代CMイメージキャラクター
- 宇多田ヒカル（ニンテンドーDS）
- 菅野美穂（ニンテンドーDS Lite）
- オードリー（ニンテンドーDSi）
- 嵐（ニンテンドー3DS）
- きゃりーぱみゅぱみゅ（Newニンテンドー3DS）